# 히라카와치 잇초메
히라카와치 잇초메(平川地一丁目)는 하야시 류노스케와 하야시 나오지로 두 형제로 구성된 일본의 음악 그룹이다. 2008년 8월까지 활동하고 해체했다.
그룹 명은 예전에 그들이 살았던 장소의 지명인 시즈오카현 시미즈 시 히라카와치(현: 시즈오카 현 시미즈구 히라카와치)에서 유래한 것이다.

## 음반 목록

### 싱글
- 2003년 〈도쿄〉
- 2004년 〈사쿠라노 카쿠스 와카레미치〉
- 2004년 〈기미노 분마데〉
- 2004년 〈깃토 산타가〉
- 2005년 〈하가레타 요루〉
- 2005년 〈주로쿠도메노 나츠〉
- 2005년 〈유메미루 점프: 민나노 우타 Ver.〉
- 2006년 〈유메노 토추/코테이니 미츠케타 하루〉
- 2006년 〈운메이노 무코〉
- 2007년 〈에이엔노 야쿠소쿠〉
- 2007년 〈야미요니 우마레테〉
- 2008년 〈우타카타〉
- 2008년 〈Tokyo〉

### 음반
- 2004년 《엔피쓰데 쓰쿠루 우타》 (えんぴつで作る歌)
- 2005년 《우미카제와 도키오 고에테》
- 2006년 《우타이테오 가에테》
- 2007년 《유키도케노 고로니 도도쿠 데가미》
- 2008년 《히라카와치 잇초메》
- 2008년 《히라카와치 잇초메 II: 모히토쓰노 베스트 앨범토 라스트 라이브》